# Фессалонікійська імперія
Фессалонікійська (Тессалонікійська) імперія (грец. Αυτοκρατορία της Θεσσαλονίκης) — історіографічна назва, що використовується деякими сучасними вченими стосовно недовговічної грецької держави з центром в Фессалоніках, що існувала між 1224 та 1246 роками, та керувалась Епірською династією Комнінів Дук. На момент заснування імперія Фессалоніки, під владою Феодора Комніна Дуки, суперничала з Нікейською імперією та Другим Болгарським царством за статус найсильнішої держави в регіоні, прагнула захопити Константинополь, покласти край Латинській імперії, і відновити Візантійську імперію, що була знищена в 1204 році.
Піднесення Фессалоніки було недовгим, і закінчилось катастрофічною битвою при Клокотниці, в якій Феодор Комнін Дука був захоплений в полон. Зведений до болгарського васала, Феодорів брат та наступник Мануїл Комнін Дука був безсилим завадити втраті більшості завоювань брата в Македонії та Фракії, в той час, як ядро держави - Епірський деспотат відколовся під владою Михайла II Комніна Дуки. Феодор відновив імперію в 1237 році, поставивши свого сина Іоанна Комніна Дуку, та, згодом, Димитрія Ангела Дуку, правителями міста, тоді як Мануїл, за підтримки Нікеї, захопив Фессалію. Правителі Фессалонік носили титул імператора з 1225/7 року до 1242, коли вони були змушені відмовитись від нього та визнати сюзеренітет суперницької Нікейської імперії. Комніни Дуки правили як деспоти Фессалонік ще 4 роки після цього, проте в 1246 році Нікея анексувала місто.

## Витоки
Після захоплення Константинополя хрестоносцями у квітні 1204 року Візантійська імперія розпалась та була розділена між лідерами хрестоносців та Венеційською республікою. Латинська імперія утворилась в самому Константинополі, тоді як більшість північних та західних земель в континентальній Греції відійшли Королівству Фессалоніки під керівництвом Боніфація I Монферратського. Одночасно виникли дві основні візантійські грецькі держави, які суперничали за вплив з латинянам і претендували на спадщину Візантії, а саме Нікейська імперія з лідером Феодором I Ласкарісом в Малій Азії, та Епірський деспотат у західній Греції з Михайлом I Комніном Дукою, тоді як третя грецька держава, Трапезундська імперія, розміщувалась на північному сході Анатолії та не брала участі у боротьбі за Грецію. Михайло І Комнін Дука швидко розширив свої володіння на Фессалію, а його наступник Феодор Комнін Дука захопив Фессалоніки в 1224 році.

## Злет та падіння
Захоплення Фессалонік, традиційно другого міста Візантійської імперії після Константинополя, дозволило Феодору оскаржити нікейські претензії на візантійський імператорський титул. За підтримки єпископів у Фессалоніках його проголосив імператором охридський архієпископ Димитрій Хоматіан. Точна дата цієї події невідома, проте встановлюється або в 1225 році, або в 1227-8 роках. Відкрито заявивши про свої імперські амбіції, Феодор звернув погляд на Константинополь. Лише нікейський імператор Іоанн III Дука Ватац і болгарський цар Іван II Асен були досить сильними, щоб кинути йому виклик. Прагнучи випередити Феодора, в 1225 році нікейці захопили Адріанополь у латинян, проте він швидко вирушив у Фракію і змусив нікейців залишити свої європейські володіння йому. Феодор мав змогу атакувати Константинополь, але з невідомих причин не зробив цього. Тим часом нікейці та латиняни врегулювали свої розбіжності, і, хоча офіційно Іван II Асен мав союз з Феодором, він також вступив у переговори про династичний союз між Латинською імперією та Болгарією. У 1230 році Феодор нарешті пішов на Константинополь, але несподівано повернув свою армію на північ до Болгарії. У битві під Клокотницею з болгарами армія Феодора була знищена, а сам він потрапив у полон, і там згодом був осліплений.
Ця поразка різко зменшила силу Фессалонікської імперії. Держава, що була побудована на основі швидкої військової експансії і спиралась на спроможність свого правителя, не змогла впоратися з поразкою. Її території в Фракії, а також більшій частині Македонії та Албанії були стрімко втрачені на користь Болгарії, що в результаті постала як найсильніша балканська держава. Феодоровим наступником став його брат Мануїл Комнін Дука. Він все ще контролював околиці Фессалонік, а також землі у Фессалії та Епірі, але був змушений визнати себе васалом Асена. Щоб зберегти деяку свободу маневру, Мануїл навіть звернувся до колишніх конкурентів свого брата в Нікеї, запропонувавши визнати авторитет Дук Ватаців і Константинопольського патріарха, який проживав у Нікеї. Мануїл також не зміг перешкодити Михайлу II Комніну Дуці, бастарду свого старшого зведеного брата-бастарда Михайла I, повернутися з заслання після Клокотниці та захопити контроль над Епіром, де він, очевидно, користувався значною підтримкою. Врешті-решт Мануїл був змушений прийняти факт, і визнати Михайла II правителем Епіру під своїм власним сюзеренітетом. На знак цього він присвоїв Михайлу титул деспота. З самого початку сюзеренітет був радше номінальним, і в 1236-37 роках Михайло діяв як незалежний правитель, захопивши Керкіру, видаючи хартії та підписуючи договори від свого власного імені.
Правління Мануїла тривало до 1237 року, коли його було скинуто в результаті перевороту попередником Феодором. Останній був звільнений з полону і таємно повернувся до Фессалоніки після того, як Іван II Асен закохався і одружився з його дочкою Іриною. Засліплений, Феодор не міг претендувати на трон і коронував свого сина Іоанна Комніна Дуку, але залишався фактичною володарем за престолом і фіктивним регентом. Мануїл згодом втік до Нікеї, де присягнув на вірність Ватацу. Так у 1239 р. Мануїлу було дозволено відплисти до Фессалії, де він почав збирати армію для походу на Фессалоніку. Після того, як він захопив Ларису, Феодор запропонував йому договір, за яким він сам і його син утримуватимуть Фессалоніку, Мануїл отримає Фессалію, а інший брат, Костянтин Комнін Дука, правитиме Етолією та Акарнанією, які він уже мав як апанаж з 1220-х років. Мануїл погодився і керував Фессалією до своєї смерті в 1241 році, після чого її швидко захопив Михайло II.

## Підкорення Нікеєю
В 1241 році, після гарантій особистої безпеки, Феодор вирушив до Нікеї, проте там Ватац утримував його в ув'язнені, а наступного року відплив із армією до Європи та попрямував до Фессалоніки. Він був змушений перервати похід і повернутися до Нікеї, коли отримав звістку про вторгнення монголів у Малу Азію, але зумів перебрати Іоанна в підпорядкування: в обмін на відмову від свого імператорського титулу та визнання влади Нікеї, Іоанну було дозволено залишитися правителем Фессалоніки з титулом деспота.
У 1244 році Іоанн помер і його наступником став його молодший брат Димитрій Ангел Дука. Димитрій був легковажним правителем, який швидко став непопулярним серед підданих. У 1246 році Ватац знову прибув до Європи. У тримісячному поході він завоював значну частину Фракії, а також більшість Македонії у Болгарії, яка тепер стала його васалом, тоді як Михайло II Епірський також розширив свою територію в західній Македонії. Після цього визначного успіху Ватац повернувся до Фессалоніки, де частина жителів уже змовились скинути Димитрія та віддати місто йому. Коли перед містом з’явились Ватац, Димитрій відмовився вийти і віддати пошану своєму сюзерену, але прихильники Нікеї всередині міста відкрили ворота і впустили нікейську армію. Фессалоніки були включені до складу Нікейської держави, з Андроніком Палеологом в якості губернатора, в той час як Димитрій був відправлений в комфортне заслання в маєтки, надані йому в Малій Азії, а його батька Феодора заслали до Водени.

## Подальша доля
Незважаючи на кінець Фессалонікської держави, Михайло II Комнін Дука взявся за реалізацію претензій своєї родини. Він намагався захопити Фессалоніки і відновити сильну західну грецьку державу, здатну кинути виклик Нікеї на першість та візантійську імперську спадщину. Перший напад у 1251–53 роках, підтриманий старим Феодором Комніном Дукою, не вдався, і Михайло був змушений змиритися. Проте це недовго стримувало Михайла, який після 1257 року домагався союзу з іншими державами проти зростаючої загрози Нікеї, включаючи Ахейське князівство та Манфреда Сицилійського. Однак амбіції Михайла були зруйновані в битві при Пелагонії у 1259 році. Після неї навіть Епір і Фессалія були на короткий час окуповані нікейцями. Що ще важливіше, перемога відкрила шлях для нікейського відвоювання Константинополя 15 серпня 1261 року та відновлення Візантійської імперії під династією Палеологів.

## Правителі
- Феодор Комнін Дука (1224–1230, проголошений імператором у 1225/27)
- Мануїл Комнін Дука (1230–1237, проголошений імператором у 1235/37)
- Іоанн Комнін Дука (1237–1242 як імператор; 1242–1244 як деспот)
- Димитрій Ангел Дука (1244–1246 як деспот)

## Додатково до прочитання
- Bredenkamp, François (1996). The Byzantine Empire of Thessaloniki (1224–1242). Thessaloniki: Thessaloniki History Center. ISBN 9608433177.
- Stavridou-Zafraka, Alkmini (1990). Νίκαια και Ήπειρος τον 13ο αιώνα. Ιδεολογική αντιπαράθεση στην προσπάθειά τους να ανακτήσουν την αυτοκρατορία [Nicaea and Epirus in the 13th century. Ideological confrontation in their effort to recover the empire] (Greek) . Thessaloniki.
- Stavridou-Zafraka, Alkmini (1992). Η κοινωνία της Ηπείρου στο κράτος του Θεόδωρου Δούκα. Πρακτικά  Διεθνούς Συμποσίου για  το  Δεσποτάτο  της  Ηπείρου (Άρτα, 27‐31 Μαΐου 1990) [The society of Epirus in the state of Theodore Doukas] (Greek) . Arta: Μουσικοφιλολογικός Σύλλογος Άρτης «Ο Σκουφάς». с. 313—333.
- Stavridou-Zafraka, Alkmini (1999). The Empire of Thessaloniki (1224–1242). Political Ideology and Reality. Vyzantiaka. 19: 211—222.